# Deutsches Rechtsbüro
Das Deutsche Rechtsbüro ist ein Netzwerk rechtsextremistischer Juristen mit dem Zweck nationalistischen und neonazistischen Aktivisten rechtliche Unterstützung zukommen zu lassen. Der Verfassungsschutz Brandenburg sieht das DRB als Netzwerk von „Rechtsextremisten aller Lager“; der Anspruch der „Wahrung der Grundrechte“ sei nur ein „Schein“.

## Geschichte
Vorläufer des DRB war der gleich ausgerichtete Deutsche Rechtsschutzkreis (DRsK), der aus dem Umfeld der Unabhängigen Nachrichten hervorging. Im April 1992 wurde das Deutsche Rechtsschutzbüro gegründet und war zu Beginn über das Postfach von Rolf Leppert jun. von der Hamburger Burschenschaft Germania zu erreichen. Er fungierte als DRB-Sekretär. Später wurde ein Postfach im bayrischen Münsing eingerichtet, dessen Besitzer Klausdieter Ludwig, Mitbegründer der Deutsch Europäischen Studiengesellschaft ist.
Leiterin des DRB ist Gisa Pahl, die in der Kanzlei von Jürgen Rieger arbeitete. Der Terrorist Uwe Böhnhardt nahm 1997 an einer Rechtsschulung von Gisa Pahl teil. 2005 vertrat Pahl Ralf Wohlleben in einem Prozess und begutachtete später den Song „Döner-Killer“ noch vor Aufdeckung des NSU zu seinen rechtlich zulässigen Inhalten.

## Aktivitäten
Das DRB benennt rechten Aktivisten rechte Rechtsanwälte vor Ort. Es vermittelt Rechtsanwälte für die Überprüfung der Strafbarkeit von Druckwerken und für sonstige Rechtsauskünfte. Zudem führen seine Mitglieder juristische Schulungen durch.
Laut apabiz sandte das DRB Urteile aus einem eigenen Urteilsarchiv zu.

## Mitglieder
Aktive Mitglieder des Netzwerkes waren bis zu ihrem Tod unter anderem der NPD-Politiker und Anwalt Jürgen Rieger sowie Herbert Schaller aus Wien. Aktiv sind heute Günther Herzogenrath-Amelung aus Regensburg und Gisa Pahl, daneben Ludwig Bock aus Mannheim und Ernst Tag. In Berlin empfahl das DRB in den 1990er Jahren seiner Klientel die Anwälte Aribert Streubel und Carsten Pagel.

## Publikationen
Gisa Pahl gilt als Herausgeberin der Broschüre "Mäxchen Treuherz und die Fallstricke der Behörden", das unter dem Pseudonym "Gisela Sedelmaier" geschrieben wurde. Der Rechtsratgeber wurde 2005 in stark erweiterter vierter Auflage von der Gesellschaft für freie Publizistik (GfP) herausgegeben.